# 契約制客室乗務員
契約制客室乗務員（けいやくせいきゃくしつじょうむいん）とは、当初数年間の有期限雇用の契約社員として働き、その後正社員へ移行する航空会社の客室乗務員のことである。なお、一部の外国航空会社では数年間の有期限雇用契約のみのケースもある。

## 概要
1980年代以降、国際的な航空業界の競争激化と低コスト化に対応して、外国の航空会社に比べその水準が高かった日本の客室乗務員の給与体系を下げることを目的に、1994年（平成6年）に日本航空が導入した雇用制度である。
その後、全日本空輸や日本エアシステムなど、ほかの大手航空会社も相次いで導入し、その結果、日本の客室乗務員の給与体系が外国の航空会社と同程度の水準にまで下がったこともあり、日本の航空会社の収益性の向上と競争力強化、ひいては企業体力の強化に大きく貢献した。

## 契約
最初に導入した日本航空を例に挙げると、当初は1年間の有期限雇用で、3年経過後は本人の希望や仕事への適性、勤務実績を踏まえて正社員への切り替えを行うもので、身体的問題や、事件や事故などのトラブルを起こさない限り全員正社員へ移行できる。なお、契約制客室乗務員として勤務する最初の3年間も社会保険などの福利厚生は与えられるが、無償航空券やボーナスなどの福利面は正社員より落ちる点は、他の業種における契約社員と同様である。
当初はJALウェイズなどの子会社で採用し親会社に出向するという案もあったり、3年目以降の正社員移行制度がない（=有期限契約社員）契約内容であったが、1994年当時の運輸大臣亀井静香から「労働条件の格差は、緊急時のチームワークに影響を及ぼし、社内の士気に悪影響を及ぼす」とのクレームや指摘を受け、現在のような内容に改変されている。
また、ヴァージンアトランティック航空や大韓航空などの一部の外資系航空会社や新興航空会社では、「完全有期限契約社員」として扱われるケースもある。

### 区別
日本航空の客室乗務員の間では、1994年以前に最初から正社員として入社した客室乗務員を「プロパー」などの符丁で呼び、1994年以降に契約制客室乗務員として入社し、その後正社員に移行した客室乗務員を「新正社員」と呼んで区別している。
なお、新正社員の間では、自分たちと同じ業務内容（契約制であろうと正社員であろうと入社年次による職級の差はあるが、基本的な業務内容は何も変わらない）でありながら、反会社組合の過激な労働組合活動に守られた結果、自分達より数十パーセントも高い給与体系と充実した福利厚生などの好待遇を維持し、そのうえ組合の労働組合活動などを通じてさらなる待遇向上を訴え続ける｢プロパー｣達に対しての反感が根強く、この様な状態は契約制を導入している全日空でも同様であると言われている。

### 契約体系の多様化
最近では、1994年以前に入社した「プロパー」の客室乗務員数も年月とともに減り、JALウェイズなどで行っている「客室乗務員経験者による契約客室乗務員」制度などが導入され、客室乗務員の雇用体系もまた大きく変わろうとしている時代に入った。また、早期退職制度もあり、早期に退職した人を対象に有限付きの契約制度なども導入されている。これらの雇用制度はすべて支給金額に上限のある「時給」による有期限雇用制であり、正社員とは全くの一線を引かれている。

## 導入する航空会社（一部）

### 日本
- 日本航空
  - ※2016年4月以降入社の場合は、処遇改善のため正社員として雇用。
- JALエクスプレス
- 全日本空輸
  - ※2016年4月以降入社の場合は、正社員として雇用。
- エアージャパン
- AIRDO
- スカイマーク
- ソラシドエア
- フジドリームエアラインズ

### 外資系（日本人に対する採用枠）
- 大韓航空
- アシアナ航空